# Andrej Babić

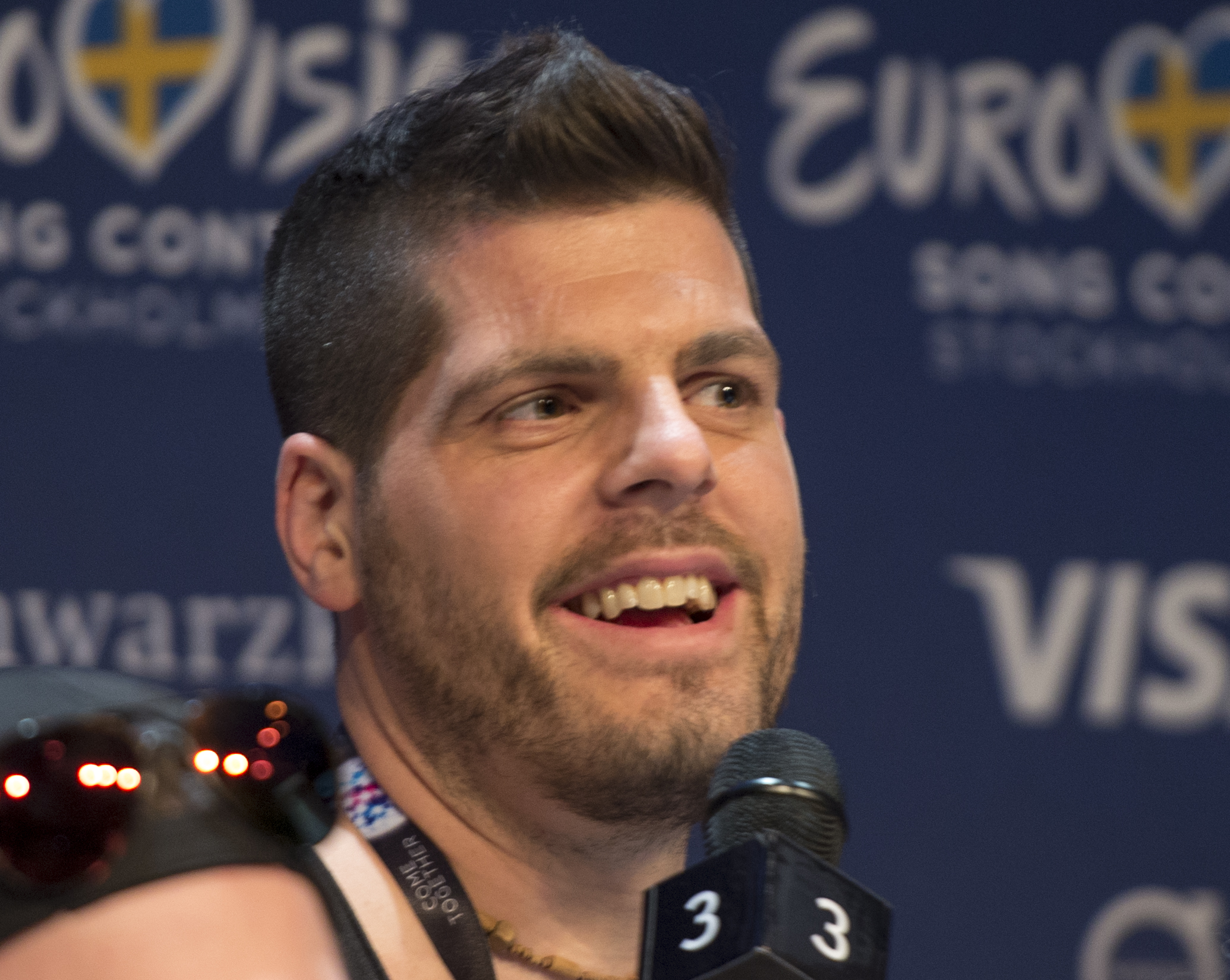
Andrej Babić numa receção durante o Festival Eurovisão da Canção 2016 Estocolmo

Andrej Babić é um compositor croata, conhecido em Portugal por ter composto a canção vencedora do Festival da Canção 2008, Senhora Do Mar (Negras Águas) cantada por Vânia Fernandes.
Concorreu de novo ao Festival da Canção em 2010 com a canção Canta Por Mim cantada por Catarina Pereira, mas acabou em 2.º lugar com bastante polémica uma vez que o público dava grande favoritismo a Catarina Pereira, tendo isso ficado reflectido na votação máxima atribuída pelo público à canção. 
Concorreu novamente ao Festival da Canção no ano seguinte com a canção Sobrevivo cantada por Carla Moreno, mas desta vez a canção não reuniu o apoio do público como acontecera com as suas duas anteriores participações e acabou por ter um resultado desanimador, o 11.º e o penúltimo lugar.
Em 2012, Andrej Babić é convidado pela RTP para compor uma canção para o Festival da Canção 2012  tendo como sua intérprete Filipa Sousa. Pela primeira vez desde a reintrodução dos júris regionais em 2009, a canção vencedora reuniu o consenso do público e do júri, fazendo de Vida Minha a sua segunda canção vencedora no Festival da Canção.
Andrej Babić é um dos poucos compositores da história do Festival Eurovisão da Canção a ter composto canções para 4 países diferentes, sendo eles a Croácia, Bósnia e Herzegovina, Eslovénia e Portugal.

## Participações noFestival Eurovision
Legenda
     Vencedor
     2.º lugar
     3.º lugar
     Pontuação Nula ("Null Points")/Último Lugar
     Melhor classificação (fora do top 3)
     Qualificação para a final (fora do top 3)
     País-anfitrião
     Desclassificado
| Ano             | País | Artista                           | Canção                                                          | Eurovision       | Eurovision       | Eurovision          | Eurovision          | Nacional | Nacional |
| Ano             | País | Artista                           | Canção                                                          | F                | Pts              | SF                  | Pts                 | F        | SF       |
| --------------- | ---- | --------------------------------- | --------------------------------------------------------------- | ---------------- | ---------------- | ------------------- | ------------------- | -------- | -------- |
| Dublin 1997     | CRO  | Ksenija Sobotinčić                | "Nemamo to pravo" m/l: Andrej Babić                             | não classificado | não classificado | não classificado    | não classificado    | 17º      | —        |
| Jerusalém 1999  | CRO  | Teens                             | "Miris Ljubavi" m/l: Andrej Babić/Mario Šimunović               | não classificado | não classificado | não classificado    | não classificado    | 14º      | —        |
| Estocolmo 2000  | CRO  | Teens                             | "Hajde reci što" m/l: Andrej Babić/Mario Šimunović              | não classificado | não classificado | não classificado    | não classificado    | 4º       | —        |
| Riga 2003       | CRO  | Claudia Beni                      | "Više nisam tvoja" m/l: Andrej Babić                            | 15º              | 29               | não houve           | não houve           | 1º       | 2º       |
| Kiev 2005       | BIH  | Feminnem                          | "Zovi" m/l: Andrej Babić                                        | 14º              | 79               | classificado prévio | classificado prévio | 1º       | —        |
| Kiev 2005       | SLO  | Saša Lendero                      | "Metulj" m/l: Andrej Babić/Saša Lendero                         | não classificado | não classificado | não classificado    | não classificado    | 2º       | —        |
| Atenas 2006     | SLO  | Saša Lendero                      | "Mandoline" m/l: Andrej Babić/Saša Lendero                      | não classificado | não classificado | não classificado    | não classificado    | 2º       | —        |
| Helsínque 2007  | SLO  | Alenka Gotar                      | "Cvet z juga" m/l: Andrej Babić                                 | 15º              | 66               | 7º                  | 140                 | 1º       | 4º       |
| Belgrado 2008   | POR  | Vânia Fernandes                   | "Senhora do Mar (Negras Águas)" m/l: Andrej Babić/Carlos Coelho | 13º              | 69               | 2º                  | 120                 | 1º       | —        |
| Moscou 2009     | SLO  | Quartissimo feat. Martina Majerle | "Love Symphony" m/l: Aleksandar Valenčić/Andrej Babić           | não classificado | não classificado | 16º                 | 14                  | 1º       | 1º       |
| Moscou 2009     | SRB  | Dušan Zrnić                       | "Tvoje drugo ime je greh" m/l: Andrej Babić                     | não classificado | não classificado | não classificado    | não classificado    | 7º       | 7º       |
| Oslo 2010       | GEO  | Sofia Nizharadze                  | "For Eternity" m/l: Andrej Babić/Carlos Coelho                  | não classificado | não classificado | não classificado    | não classificado    | NQ       | —        |
| Oslo 2010       | POR  | Catarina Pereira                  | "Canta por Mim" m/l: Andrej Babić/Carlos Coelho                 | não classificado | não classificado | não classificado    | não classificado    | 2º       | 1º       |
| Oslo 2010       | SLO  | Manca Špik                        | "Tukaj sem doma" m/l: Andrej Babić/Feri Lainšček                | não classificado | não classificado | não classificado    | não classificado    | 4º       | 3º       |
| Düsseldorf 2011 | POR  | Carla Moreno                      | "Sobrevivo" m/l: Andrej Babić/Carlos Coelho                     | não classificado | não classificado | não classificado    | não classificado    | 11º      | 7º       |
| Baku 2012       | POR  | Filipa Sousa                      | "Vida Minha" m/l: Andrej Babić/Carlos Coelho                    | não classificado | não classificado | 13º                 | 39                  | 1º       | —        |
| Copenhaga 2014  | POR  | Catarina Pereira                  | "Mea Culpa" m/l: Andrej Babić/Carlos Coelho                     | não classificado | não classificado | não classificado    | não classificado    | 2º       | 1º       |
| Viena 2015      | SLO  | Martina Majerle                   | "Alive" m/l: Andrej Babić                                       | não classificado | não classificado | não classificado    | não classificado    | NQ       | —        |